# فرنسيسكو كاسترو جامبوا
فرنسيسكو كاسترو جامبوا (بالإسبانية: Francisco Castro)‏ (4 سبتمبر 1990 في تشيلي - ) هو مدرب كرة قدم ولاعب كرة قدم تشيلي في مركز الهجوم. شارك مع منتخب تشيلي لكرة القدم. أما مع النوادي، فقد لعب مع نادي أونيفرسيداد دي تشيلي ويونيون إسبانيولا وديبورتيس إيكيكي ونادي كوبريلوا.

## وصلات خارجية
- فرنسيسكو كاسترو جامبوا على موقع قاعدة بيانات كرة القدم.إي يو (الإنجليزية)
- فرنسيسكو كاسترو جامبوا على موقع ناشيونال فوتبول تيمز (الإنجليزية)
- فرنسيسكو كاسترو جامبوا على موقع Soccerway.com (الإنجليزية)
- فرنسيسكو كاسترو جامبوا على موقع عالم كرة القدم.نت (الإنجليزية)
- فرنسيسكو كاسترو جامبوا على موقع AS.com (الإسبانية)